# The Bicameral Mind
"The Bicameral Mind" es el décimo episodio, y  final de la primera temporada de la serie de HBO, Westworld. El episodio se emitió el 4 de diciembre de 2016. Recibió críticas positivas de los críticos, quienes citaron en particular la actuación de Anthony Hopkins.

## Resumen de la trama
El Hombre de Negro confronta a Dolores sobre Wyatt y, al hacerlo, la impulsa a experimentar más de sus recuerdos. Ella recuerda que Arnold, incapaz de crear conciencia en ella a tiempo, hizo que matara a todos los anfitriones, luego a él mismo, luego a ella misma, en un esfuerzo por evitar que Ford abriera el parque. Dolores, gravemente golpeada, intenta escapar del Hombre, alegando que William vendrá a buscarla. El hombre se ríe y le cuenta cómo se desarrolló la historia de William; Visitó el parque hace treinta años con su cuñado Logan y se enamoró de Dolores a pesar de saber que ella era anfitriona. Desde entonces, compró la participación de Logan en Delos y Westworld. Continuó viniendo al parque con la esperanza de que Dolores lo reconociera, pero estaba desconsolado porque ella nunca lo hizo.
Él la apuñala mortalmente, pero Teddy llega y le dispara, dejándolo inconsciente. Teddy promete llevar a Dolores al lugar donde "las montañas se encuentran con el mar". Cuando William se despierta, ve al Dr. Ford cerca y le pregunta sobre el laberinto. Ford dice que el laberinto estaba destinado a los anfitriones, no a él, y en su lugar lo invita al lanzamiento de celebración de su nueva narrativa para el parque.
Félix lleva a Maeve, Héctor y Armistice al almacenamiento en frío para que Maeve pueda despedirse de Clementine. Allí encuentran a Bernard, cuyo cuerpo se ha apagado después de dispararse en la cabeza por orden de Ford. A pesar de la herida mortal, Maeve hace que Felix reactive el cuerpo de Bernard. Bernard le dice a Maeve que su deseo de escapar es solo parte de su programación. Ella se niega a creer esto y se va con los demás. Mientras viajan a través de otra sección con huestes de samuráis, las fuerzas armadas intentan detenerlos. Armisticio y Héctor se sacrifican para dejar escapar a Maeve y Félix. Felix le proporciona a Maeve información para encontrar a su hija y, aunque ella le agradece, la ignora mientras espera que salga un tren subterráneo.
Teddy lleva a Dolores a la orilla y los dos se confiesan su amor mientras Dolores "muere". Después de su muerte, la cámara revela una audiencia reunida de ejecutivos e inversores de Delos, y Ford les agradece y los invita a una cena antes de anunciar la próxima narrativa. Cuando los invitados se van, Ford ordena a su personal que lleve a Dolores a su laboratorio.
Ford lleva a Bernard al laboratorio mientras reactiva a Dolores. Bernard acusa a Ford de reiniciar a los anfitriones tan pronto como muestran signos de conciencia. Ford responde que ha estado tratando de seguir la visión de Arnold, pero que necesitaba inculcar los medios para que los anfitriones se defiendan en caso de que se vuelvan conscientes. Arnold lo había hecho fusionando a Dolores con la personalidad de Wyatt, dándole los medios para contraatacar. Con la inversión de William, Ford pudo continuar el trabajo de Arnold. Ford deja el arma con la que Dolores había matado a Arnold, le dice que lo que haga a continuación depende de ella y le ordena a Bernard que lo siga a la celebración. Dolores se imagina hablando con Arnold, pero se da cuenta de que esta es una conversación consigo misma; ella ha alcanzado la conciencia.
Ford habla con los invitados reunidos y critica al personal de Delos. Mientras tanto, llega Dolores y camina detrás de Ford con el arma en la mano. Cuando Ford concluye su discurso y anuncia el comienzo de la narración "Journey into Night", Dolores le dispara en la nuca. Los invitados entran en pánico cuando ella comienza a dispararles.
Al mismo tiempo, el centro de control pierde energía y la habitación se bloquea. Maeve, al ver a una madre y su hija en el metro, se va justo antes de que salga, pero luego se corta la energía en la estación. Lee va al almacenamiento en frío para encontrar a Peter, pero en su lugar descubre que faltan todos los anfitriones. En el parque, William ve a un grupo de huestes emerger de un bosque.

### Producción
"The Bicameral Mind" fue escrita por Lisa Joy y Jonathan Nolan, y fue dirigida por el mismo Nolan. El clímax del episodio se filmó en una fría tarde de primavera en Paramount Ranch en abril de 2016, con aproximadamente 300 personas en el set. Para esa escena, Evan Rachel Wood tuvo que apuntar repetidamente con un arma real a la nuca de Hopkins y apretar el gatillo, toma tras toma. Aunque el arma estaba descargada, seguía siendo una experiencia "angustiosa" para ella, ya que era consciente del riesgo siempre presente de accidentes con armas de fuego.

### Recepción crítica
"The Bicameral Mind" recibió críticas muy positivas de los críticos. El episodio tiene un puntaje del 94% en Rotten Tomatoes y tiene una calificación promedio de 8.9 sobre 10, según 32 reseñas. El consenso del sitio dice: "'The Bicameral Mind' lleva la primera temporada de Westworld a un final explosivo mientras abre un mundo nuevo y valiente para que la serie explore en la segunda temporada".
| Año  | Premio                                                              | Categoría                                                                                                | Candidato(s) | Resultado | Ref.  |
| ---- | ------------------------------------------------------------------- | --- | --- | --------- | ----- |
| 2017 | Sociedad de Efectos visuales Otorga 2016                            | Efectos Visuales excepcionales en un Photoreal Episodio                                                  | Jay Valor, Elizabeth Castro, Bobo Skipper, y Gustav Ahrén |           | [ 5 ] |
| 2017 | Ray Bradbury Premio 2016                                            | Ficción de Ciencia mejor Screenplay                                                                      | Lisa Joy y Jonathan Nolan |           | [ 6 ] |
| 2017 | Dorado Devanar Premios                                              | El sonido mejor que Edita @– Diálogo de Forma Larga y ADR en Televisivo                                  | Thomas E. de Gorter, Matthew Sawelson, Brian Armstrong, y Fred Paragano |           | [ 7 ] |
| 2017 | Dorado Devanar Premios                                              | El sonido mejor que Edita @– Efectos de Sonido de Forma Largos y Foley en Televisivo                     | Thomas E. de Gorter, Matthew Sawelson, Geordy Sincavage, Michael Cabeza, Rick Owen, Tara Blume, Mark Allen, y Marc Glassman                                                                                |           | [ 7 ] |
| 2017 | 69.º Horario de máxima audiencia Emmy Premios                       | Excepcional Dirigiendo para una Serie de Obra                                                            | Jonathan Nolan |           | [ 8 ] |
| 2017 | 69.º Horario de máxima audiencia Emmy Premios                       | Escritura excepcional para una Serie de Obra                                                             | Lisa Joy y Jonathan Nolan |           | [ 8 ] |
| 2017 | 69.º Horario de máxima audiencia Emmy Premios                       | Actriz de Ventaja excepcional en una Serie de Obra                                                       | Madera de Rachel del Evan |           | [ 8 ] |
| 2017 | 69.º Horario de máxima audiencia Premios de Emmy de Artes Creativos | CuadrodeCámara Solo excepcional Editando para una Serie de Obra                                          | Andrew Seklir |           | [ 8 ] |
| 2017 | 69.º Horario de máxima audiencia Premios de Emmy de Artes Creativos | Diseño de Producción excepcional para un Narrativo Contemporáneo o Programa de Fantasía (Una Hora o Más) | Zack Grobler, Steve Christensen, y Julie Ochipinti |           | [ 8 ] |
| 2017 | 69.º Horario de máxima audiencia Premios de Emmy de Artes Creativos | El sonido excepcional que Edita para una Serie                                                           | Thomas E. deGorter, Matthew Sawelson, Brian Armstrong, Fred Paragano, Mark Allen, Marc Glassman, Sebastian Visconti, Geordy Sincavage, Michael Cabeza, Christopher Kaller, Rick Owens, y Tara Blume Norton |           | [ 8 ] |
| 2017 | 69.º Horario de máxima audiencia Premios de Emmy de Artes Creativos | El sonido excepcional que Mezcla para una Comedia o Serie de Obra (Un-Hora)                              | Keith Rogers, Scott Weber, Roger Stevenson, y Kyle O'Neal |           | [ 8 ] |
| 2017 | 69.º Horario de máxima audiencia Premios de Emmy de Artes Creativos | Efectos Visuales Especiales excepcionales                                                                | Jay Valor, Elizabeth Castro, Joe Wehmeyer, Eric Levin-Hatz, Bobo Skipper, Gustav Ahren, Paul Ghezzo, Mitchell S. Desagüe, y Michael Lantieri                                                               |           | [ 8 ] |